# When It's Over (canção de Sugar Ray)
"When It's Over" é uma canção da banda norte-americana Sugar Ray contida em seu quarto álbum de estúdio, Sugar Ray (2001). Foi composta por David Kahne, Stanton Frazier, Rodney Sheppard, Mark McGrath e Craig Bullock, enquanto a produção ficou a cargo de David Kahne.

## Desempenho nas tabelas musicais

### Posições
| Parada (2001)                                  | Melhor posição |
| ---------------------------------------------- | -------------- |
| O campo songid é OBRIGATÓRIO PARA PARADA ALEMÃ | 68             |
| Austrália (ARIA)                               | 34             |
| Estados Unidos - Billboard Hot 100             | 13             |
| Estados Unidos - Pop Songs                     | 7              |
| Estados Unidos - Adult Pop Songs               | 2              |
| Estados Unidos - Adult Contemporary            | 28             |
| Estados Unidos - Radio Songs                   | 12             |
| Nova Zelândia (Recorded Music NZ)              | 6              |
| Reino Unido - UK Singles Chart                 | 32             |